# Borolia incana
Borolia incana är en fjärilsart som beskrevs av Pieter Cornelius Tobias Snellen 1880. Borolia incana ingår i släktet Borolia och familjen nattflyn. Inga underarter finns listade i Catalogue of Life.